# المزين (الدرادرة)
المزين هو دُوَّار يقع بجماعة درادرة، إقليم شفشاون، جهة طنجة تطوان الحسيمة في المملكة المغربية. ينتمي الدوّار لمشيخة الدرادرة التي تضم 10 دواوير. يقدر عدد سكانه بـ 243 نسمة حسب الإحصاء الرسمي للسكان والسكنى لسنة 2004.

## روابط خارجية
- البوابة الوطنية للجماعات الترابية
- المندوبية السامية للتخطيط